# Кравченко, Александр Иванович (артист)
Александр Иванович Кравченко (укр. Олекса́ндр Іва́нович Кра́вченко; 30 июня 1949, село Прачи (ныне Борзнянского района Черниговской области), Украина — 10 февраля 2023, Париж, Франция) — актёр Киевского национального академического театра оперетты. Педагог, профессор Киевского национального университета культуры и искусств. Народный артист Украины (1997).

## Биография
Родился в семье колхозников. Окончил Киевский театральный институт и Николаевский педагогический институт.
После окончания театрального института был принят в труппу Житомирского драматического театра.
В 1971—1972 и 1983—1997 годах работал в Николаевском украинском театре драмы и музыкальной комедии, затем в 1977—1982 гг. в Николаевском русском драматическом театре им. В. Чкалова.
В Национальной оперетте Украины с 1998 года.
Полный кавалер ордена «За заслуги» I, II и III ступеней.
13 марта 2014 года среди других деятелей культуры поставил свою подпись под «Заявлением от деятелей культуры Украины к творческому сообществу мира».
С осени 2021 года преподаватель кафедры сценической речи в КНУТКиТ им. Карпенко-Карого.
Умер 10 февраля 2023 года в Париже после тяжёлой продолжительной болезни. Прощание состоялось 16 февраля в Национальной оперетте Украины. Похоронен на Лесном кладбище в Киеве.

## Творчество
Один из ведущих актёров Киевского театра оперетты.
Исполнил более 150 ролей классического и современного репертуара. Артистический талант А. Кравченко проявился при исполнении ролей в спектаклях: «Мистер Икс» и «Сильва» И. Кальмана, «Засватанная — не венчаная», «Ночь перед Рождеством» И. Поклада, «Тихий Дон» М. Шолохова, «Вий» Н. Гоголя, «Три мушкетера» А. Дюма-отца, «Сто первая жена султана» А. Филиппенко, «Цыганка Аза» М. Старицкого, «На всякого мудреца довольно простоты» А. Островского, «Оргия» Л. Украинки, «Много шума из ничего» Шекспира, «Кло-Кло» и «Весёлая вдова» Ф. Легара, «Графиня София Потоцкая» А. Костина, «Орфей в аду» Ж. Оффенбаха и других.
Наряду с выполнением ролей героического плана А. Кравченко присуща острохарактерная актёрская игра и яркая стилевая аура, благодаря которой каждая созданная им роль приобретает неповторимый колорит и запоминается зрителем. Образная палитра творчества А. Кравченко характеризуется своим разнообразием: Баринкай («Цыганский барон» И. Штрауса), Франческо («Граф Люксембург» Ф. Легара), Писарь («Майская ночь» Н. Лысенко), Филипп («Баядера» И. Кальмана), Барон Мориц («Марица» И. Кальмана), Даниил («Веселая вдова» Ф. Легара), Амадей («Летучая мышь» И. Штрауса), Альфред Дулиттл («Моя прекрасная леди» Ф. Лоу), Король (Бременские музыканты Г. Гладкова), Фраскатти («Фиалка Монмартра» И. Кальмана), Султан («Лампа Аладдина» С. Бедусенко) и других.

## Награды
- Орден «За заслуги» І (2020)[6], II (2014)[7] и III (2008)[8] степени.
- Народный артист Украины (1997)[9].
- Заслуженный артист Украинской ССР (1989)[10].
- Орден святого равноапостольного великого князя Владимира I, II и III степени.
- Почётная грамота Кабинета Министров Украины (1999)[11].
- Почётная грамота Киевского городского головы.